# Winter-Paralympics 2018/Teilnehmer (Andorra)
| stlisierte Goldmedaille | stlisierte Silbermedaille | stlisierte Bronzemedaille |
| ----------------------- | ------------------------- | ------------------------- |
| —                       | —                         | —                         |

Andorra hat bei den Winter-Paralympics 2018 in Pyeongchang einen Athleten an den Start geschickt.

## Sportarten

### Ski Alpin
| Athlet          | Klasse | Wettbewerb                | Lauf 1 | Lauf 1 | Lauf 2        | Lauf 2        | Gesamt  | Gesamt |
| Athlet          | Klasse | Wettbewerb                | Zeit   | Rang   | Zeit          | Rang          | Zeit    | Rang   |
| Männer          | Männer | Männer                    | Männer | Männer | Männer        | Männer        | Männer  | Männer |
| --------------- | ------ | ------------------------- | ------ | ------ | ------------- | ------------- | ------- | ------ |
| Roger Puig Davi | LW9-2  | Abfahrt, stehend          | --     | --     | DNF           | DNF           | DNF     | DNF    |
| Roger Puig Davi | LW9-2  | Super G, stehend          | --     | --     | 1:32,97       | 23            | 1:32,97 | 23     |
| Roger Puig Davi | LW9-2  | Superkombination, stehend | DNF    | DNF    | ausgeschieden | ausgeschieden | DNF     | DNF    |
| Roger Puig Davi | LW9-2  | Riesenslalom, stehend     | DNF    | DNF    | ausgeschieden | ausgeschieden | DNF     | DNF    |